# فرودگاه شهری میامی
فرودگاه شهری میامی (به انگلیسی: Miami Municipal Airport) یک فرودگاه همگانی با کد یاتا MIO است که یک باند فرود آسفالت دارد و طول باند آن ۱۵۳۰ متر است. این فرودگاه در کشور ایالات متحده آمریکا قرار دارد و در ارتفاع ۲۴۶ متری از سطح دریا واقع شده‌است.